# Luigi Porcari
Luigi Porcari (Matera, 1º gennaio 1929 – Matera, 27 giugno 1999) è stato un politico e avvocato italiano.

## Biografia
Esponente del Partito Socialista Italiano, viene eletto alla Camera dei deputati nel 1994 coi Progressisti in Basilicata. Dopo lo scioglimento del PSI, aderisce alla Federazione Laburista.